# Неомарксизм
Неомарксизм (або західний марксизм) — широкий термін, що позначає філософські та соціологічні теорії XX століття, які намагалися продовжити й модернізувати вчення марксизму з урахуванням новітніх течій філософської думки, таких як фрейдизм, соціальну філософію Макса Вебера тощо.
До неомарксизму належать франкфуртська школа, зокрема фрейдо-марксизм, аналітичний марксизм, структурний марксизм Луї Альтюсера та інші.
Неомарксистські пошуки загалом не узгоджуються з марксизмом-ленінізмом, тому неомарксизм розглядався в СРСР як частина «буржуазної філософії».

## Міжнародні відносини
Представники неомарксизму (С. Амін, Р. Кокс, А. Франк та ін.), який поєднує ознаки класичного марксизму та сучасних теорій, у своїх поглядах на міжнародні відносини виходять із таких положень:
- капіталізм став глобальним явищем, світовою системою економічного та політичного панування, яка є первинною щодо національних держав і визначає їхнє місце, характер та ступінь розвитку;
- національна держава перестала бути самостійною, потрапивши під вплив транснаціональних корпорацій;
- світова економічна система базується на експлуатації країн «третього світу» транснаціональними корпораціями високорозвинених країн, а політична — на підтриманні такого становища за допомогою дипломатії та сили.[1]

Головною категорією дослідження американського вченого Іммануїла Валлерстайна (1930—2019) є «сучасна світ-система», в основі якої перебуває єдина капіталістична «світ-економіка». Логіка останньої неминуче призводить до поділу країн світу на ядро, або центр (група найрозвиненіших держав, які домінують у світовій економіці та політиці), і периферію (економічно відсталі країни, які повністю залежать від ядра, контролюються та експлуатуються ним). Крім того, існує ще й напівпериферія, або семіпериферія, яку творить група середньорозвинених держав, які, попри відносну незалежність, перебувають під впливом центру.

## В Україні
Ідеї неомарксизму в Україні не надто поширені, однак деякі соціально-політичні об'єднання все-таки існують, зокрема «Соціальний рух».